# 灵山镇 (曲阳县)
灵山镇，是中华人民共和国河北省保定市曲阳县下辖的一个乡镇级行政单位。

## 行政区划
灵山镇下辖以下地区：
王家村、杏子沟村、西庞家洼村、东庞家洼村、岗北村、韩家村、灵山村、野北村、磨子山村、南家庄村、东燕川村、西燕川村、燕南沟村、石岭庄村、朱家峪村、郭家庄村、辉岭村、大赤涧村、小赤涧村、崔古庄村、魏古庄村、西坡村、洼子村、下岸村、横河口村、南镇南村、南镇北村、北镇南村、北镇北村、涧磁村、铁岭北村、树沟村、南家庄尔村、套里村和朱家坡村。